# Chinese Garden
Chinese Garden – naziemna stacja Mass Rapid Transit (MRT) w Singapurze, która jest częścią East West Line, w Jurong East.
Służy mieszkańcom osiedli Yuhua i Hong Kah, a także osobom odwiedzających wiele atrakcji turystycznych na Jeziorze Jurong, w tym Ogrody Chińskie, od których pochodzi nazwa stacji.